# Gintro
Gintro is een plaats in het Poolse district  Sztumski, woiwodschap Pommeren. De plaats maakt deel uit van de gemeente Stary Targ en telt 40 inwoners.